# 遅咲きの梅
遅咲きの梅（おそざきのうめ）は、津村節子の同題小説を原作として1980年1月7日から同年3月28日まで月～金曜日13:30-13:45にTBS系列(MBS制作)で放送されたドラマ。全60回。

## 概要
ヒロインが、滅び去った越前石田縞の復元に情熱を傾けるまでの苦闘の半生を描いたドラマ。

## スタッフ
- 原作・津村節子
- 脚本・西沢裕子

## 主題歌
- 「通せんぼ」（歌：牧村三枝子）
  - 作詞：水木かおる／作曲：遠藤実／編曲：京建輔

## キャスト
- 紀比呂子
- 勝呂誉
- 清川虹子